# 秦宓
秦宓（194年前—226年），字子敕，广汉郡绵竹人。三國時期蜀漢政治人物與學者。
秦宓年少有才学，善長舌辯。劉焉統治益州派人延攬秦宓，但秦宓皆称病不去，後來劉璋接任後又受廣漢地方官邀請拉攏才出仕，但無甚表現機會，刘备入蜀后为从事祭酒。刘备欲伐吴，秦宓陈说天时表示反对，劉備大怒欲殺秦宓，在諸葛亮勸阻下才改下獄，後來繳納罰金才得出獄。诸葛亮为益州牧后，以秦宓为别驾，之后出任左中郎将、长水校尉。当时东吴派遣張溫出使蜀汉，张温曾和秦宓有一番问答，秦宓则以其文辩让张温敬服。后来升迁大司农，建兴四年（226年）逝世。

## 軼事
蜀地官員彭羕性格「姿性驕傲，多所輕忽」，而秦宓曾經向許靖舉薦彭羕而得到對方尊敬。

### 評價
陳壽：秦宓始慕肥遁之高，而無若愚之實。然專對有余，文藻壯美，可謂一時之才士矣。

## 延伸阅读
[在维基数据编辑]
 《三國志·卷38》，出自陳壽《三國志》
 在维基共享资源阅览影像
1. ↑  《三國志·蜀書·彭羕傳》「姿性驕傲，多所輕忽，惟敬同郡秦子敕，薦之於太守許靖曰：「昔高宗夢傅說，周文求呂尚，爰及漢祖，納食其於布衣，此乃帝王之所以倡業垂統，緝熈厥功也。今明府稽古皇極，允執神靈，體公劉之德，行勿翦之惠，清廟之作於是乎始，襃貶之義於是乎興，然而六翮未之備也。伏見處士緜竹秦宓，膺山甫之德，履雋生之直，枕石漱流，吟詠縕袍，偃息於仁義之途，恬惔於浩然之域，高概節行，守真不虧，雖古人潛遁，蔑以加旃。若明府能招致此人，必有忠讜落落之譽，豐功厚利，建跡立勳，然後紀功於王府，飛聲於來世，不亦美哉！」」